# Palo Amarillo
Palo Amarillo är en ort i Mexiko.   Den ligger i kommunen Texcaltitlán och delstaten Mexiko, i den södra delen av landet, 100 km sydväst om huvudstaden Mexico City. Palo Amarillo ligger 2 719 meter över havet och antalet invånare är 365.
Terrängen runt Palo Amarillo är kuperad. Runt Palo Amarillo är det ganska tätbefolkat, med 67 invånare per kvadratkilometer. Närmaste större samhälle är Jesús del Monte, 17,6 km nordväst om Palo Amarillo. I omgivningarna runt Palo Amarillo växer huvudsakligen savannskog.